# Kákonyi Péter
Kákonyi Péter református predikátor, XVI. századbeli énekszerző. Életéről csak énekeinek versfejeiből és Halasi Bálint laskói református papnak és baranyai superintendensnek egy 1647. augusztus 16-iki P. Patai Sámuelhez intézett leveléből van néhány adatunk. E szerint 1550 előtt hercegszőlősi református lelkész volt; már 1544 elején itt fejezte be Asverus verses historiáját. Szintén ott szerzette a Sámsonról való historiáját, de ennek évszámát nem jegyezte fel, 1549-ben írt Astiagesének pedig szerzése helyét nem tudjuk. Kákonyi a XVI. század bibliai epikusainak egyik jelesebbike.

## Munkái
1. Historia Astiagis Regis et Cyri potentissimi Monarchie frog. C. Pompei M. C. nummantis desumpta .... Debreczen, 1574 (Ujabb kiadása: Igen Szep Historia Cirvs Királyról, mikeppen akarta el veszteni Astiages kiraly, es mikoron bizta vólna egy hiv Szólgájára, az Szólga ki vivén, mivel nem akará az ártatlannak vérével magát meg ferteztetni, csak egy Csorda Pásztorra bizá, és az Csorda Pásztor haza vivén, miképpen tartotta fel, és fel nevekedvén miképpen állot boszszút az Astiagesen: énekben irattatot K. P. által. Ad Notam. Josephnek meg mondom az ő Chronikáját & Lőcse, 1628. Megvan még a Csoma codex 108. levelén. Szilády Áron, Régi Magyar Költők Tára II. Budapest, 1880. 301-314. lapokon közölve, összesen 400 vers.)
2. Egy szep Historia az nagy erős Sámsonról, az Biráknak könywében meg vagyo irua XIII. XIIII. XV. és XVI. részeiben. Mit czelekedet az Isten ő általa az Philisteusokon, kik az koron biriác vala az Izraeli népeket. Mint szabaditotta Samson meg őket az Ellenség kezéből, nagy czuda czelekedetteckel, és Sámson husz esztendeig Itile Izraelt, És végre mikęppe csalatkozot meg Saso egy Aszszoy állattól, hogy a Philisteusoc meg fosztác ereiétől, és ki tolác mind a kęt szemeit, De vegre ismet nagy boszszút állot raytoc az Philisteusokon, és az ő történet halaláról. Az Joseph ęneke. Notaiara el mondhatod. Colosuárat 1579. esztendőben (Megjelent Még Bártfán a XVI. század végén év n. és a Hoffgreff-énekeskönyvben is Kolozsvárt 1553-1558. Ezeken kívül Bornemiszából leírva megvan a Lipcsei codex 49. levelén. Szilády, RMKT II. 289-301. l. 376 vers.)
3. Az Asverus Királyról és az Istenfélő Hesther Királyné Asszonyról való História (1544 elején farsang végén írta Szőlősben; megvan a Hoffgreff gyűjteményében hangjegyekkel, melyeket az eredeti szerint megfejtve és átírva kiadott Mátray Gábor, Történeti, bibliai és gúnyoros magyar énekek dallamai a XVI. századból. Pest, 1859. 36., 37. 1., Bornemisza Énekes könyve CCCXIII. 1., a Lipcsei codex 69. lev., a kolozsvári ref. collegiumnak egy XVII. században összeírt gyűjteményes kötetében és kiadta Szilády Áron, RMKT. II. k. 277-289. l. 392 vers.)